# بالتازار (رواية)
بالتازار (بالإنجليزية: Balthazar)‏ هي ثاني روايات رباعية الإسكندرية للكاتب البريطاني لورانس داريل، نشرت عام 1958، عن دار نشر فابر آند فابر.